# Dejan Dabović
Pour les articles homonymes, voir Dabović.
Dejan Dabović (né le 3 août 1944 à Herceg Novi, et mort le 6 décembre 2020 à Belgrade) est un joueur de water-polo yougoslave, champion olympique en 1968.
Avec l'équipe de Yougoslavie, il est également cinquième des Jeux olympiques de 1976, médaillé d'or des Jeux méditerranéens de 1971 et médaillé d'argent des Jeux méditerranéens de 1975.